# Pieter Schenk (I)

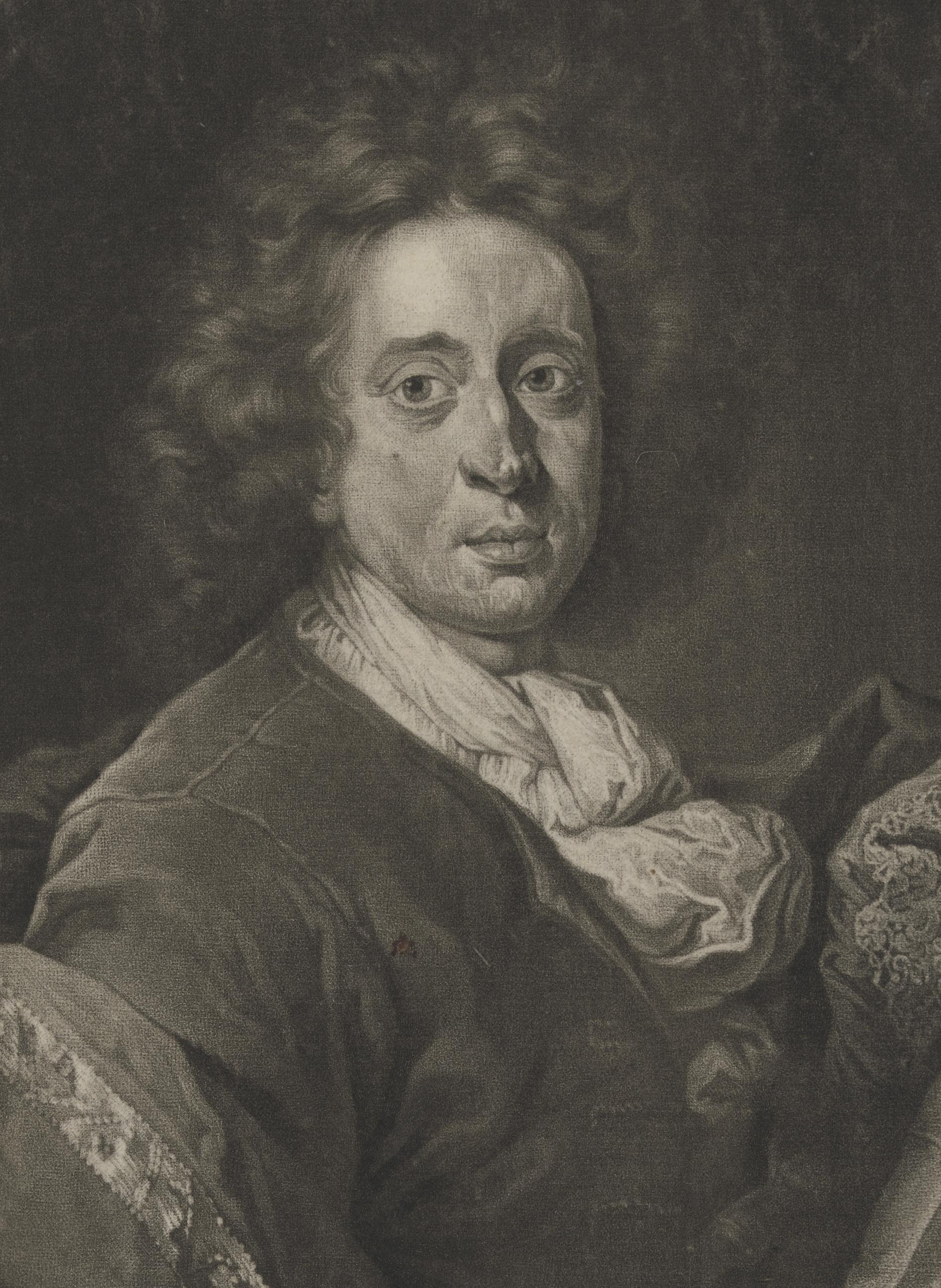
Petrus Schenk, 1697

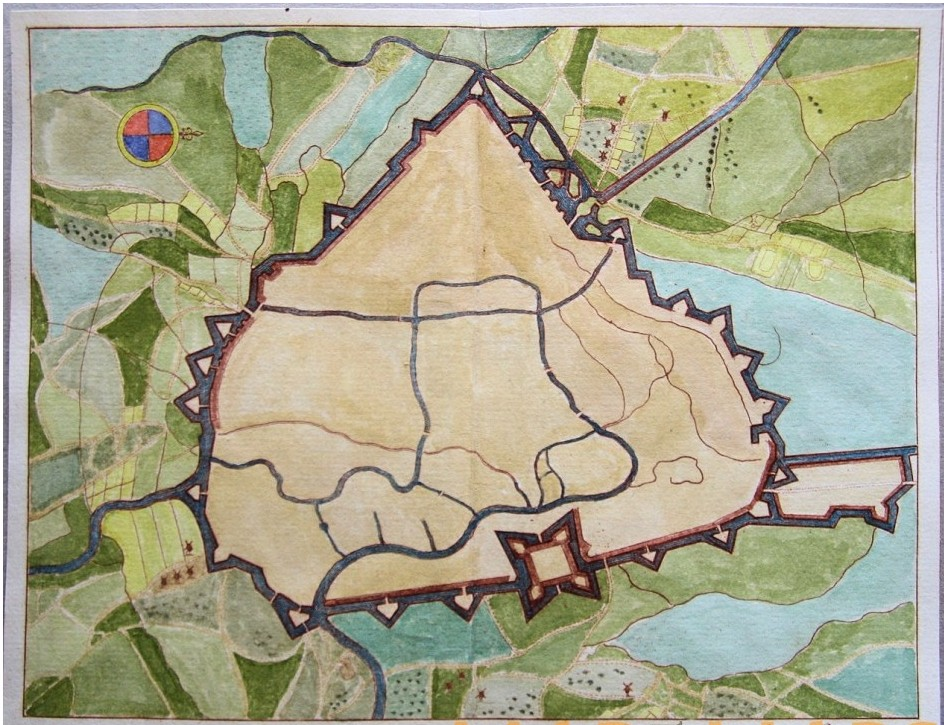
Gent in 1702 door Schenck

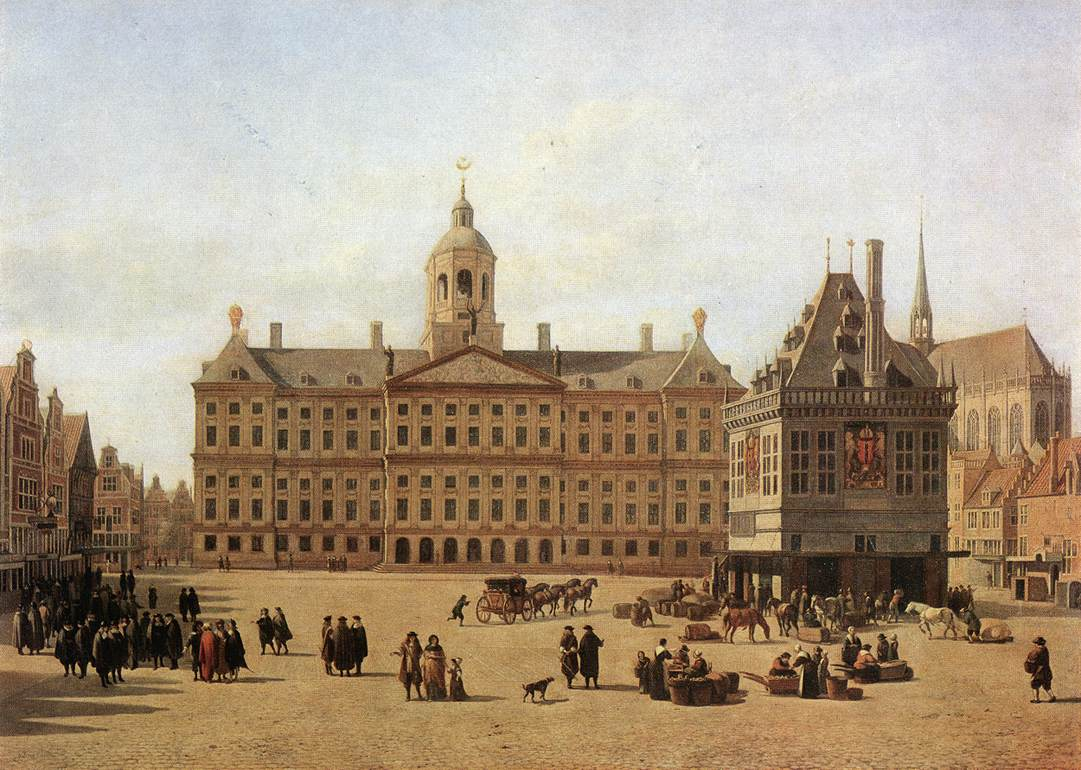
Het stadhuis op de Dam, met links de uitgeverij van Valck en Schenck. Gerrit Adriaenszoon Berckheyde

Petrus Schenck (Elberfeld, 26 december 1660 - Leipzig, 1711) was een Duitse graveur en kaartenmaker. Samen met zijn gelijknamige zoon, Pieter Schenk (II), is Schenck in de eerste helft van de 18e eeuw een van de belangrijkste figuren van de Saksische cartografie. Schenck publiceerde meer dan 800 mezzotints. Hij is niet de broer van de componist Johan Schenck.

## Biografie
Petrus Schenck bracht zijn stage door of trad in dienst bij de Amsterdamse graveur en kaartuitgever Gerard Valck. In 1687 trouwde hij met Aefje Valck, de zuster van zijn leermeester of werkgever. Zij concentreerden zich aanvankelijk op portretten en kaarten in het graveren in mezzotint, bestemd voor de Engelse markt. Later kwam de productie van kaarten op de voorgrond. Terwijl Valck zich op de productie van globes concentreerde, legde Schenck zich toe op het maken van landkaarten.
Schenck woonde in de Jordaan op de Lauriergracht. Het echtpaar kreeg zes kinderen, die allen werden gedoopt in de Westerkerk.
Rond 1700 vestigde hij zich als globen-, kaarten- en kunsthandelaar in Leipzig, waar hij de Leipziger Messe bezocht. Hij overleed tussen 12 augustus en 17 november 1711 tijdens een verblijf in Leipzig. 
Zijn weduwe stierf in 1750 en woonde toen op de Dam in Amsterdam.

## Werken

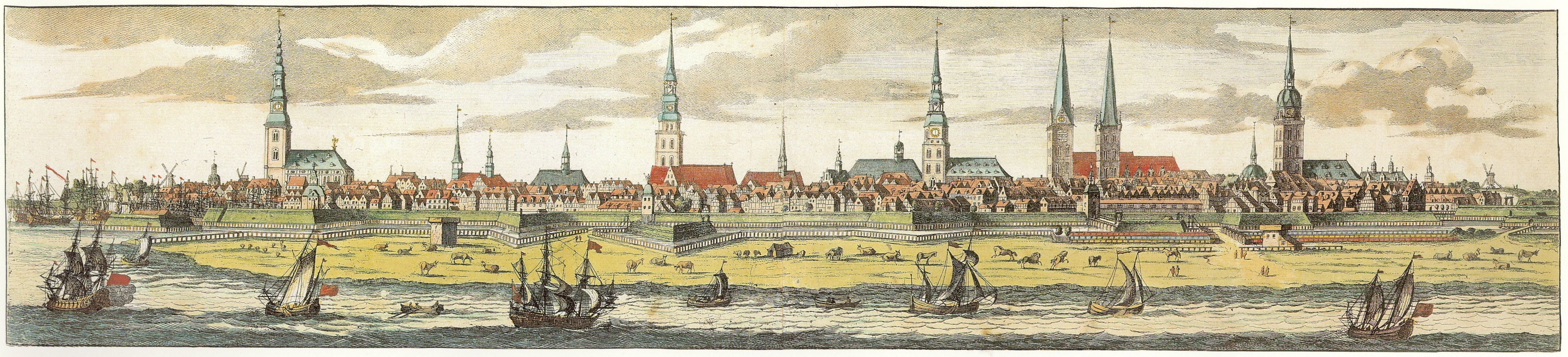
Hamburg 1682

- Continentis Italiae Pars Australior : Sive Regnum Neapolitanum ; Hispaniae Obediens: Subdivisum In suos Districtus, Terras, Atque Principatus, Quibus adjectae Sicilia, In Valles tripartita et Contra Turcas ejus Propugnaculum Malta Insula. - Amsteld, ca. 1703. Digitalisierte Ausgabe der Universitäts- und Landesbibliothek Düsseldorf.
- Schouwburgh van den oorlog, beginnende van Koning Karel II. tot op Koning Karel III. - Amsterdam : Schenk, 1716 - 1726. Digitalisierte Ausgabe
- Illustration: Treffen by Carpi. den 10 Jul. 1701. Amstelodami, 1712
- Illustration: Treffen by Chiari, den ersten September 1701. Amstelodami, 1712
- Africa Elaboratissima : cum Privil.. Amstelodami, 1700. Digitalisierte Ausgabe
- America Septentrionalis. Novissima. America Meridionalis. accuratissima : cum Privil. Amstelodami, 1700. Digitalisierte Ausgabe
- Asia Accuratissime Descripta : ex omnibus, quae hactenus extiterunt imprimio viri Ampliss. Nicolai Witsen, Consulis Amstelaedamensis exactissimis delineationibus ; cum Privil. Amstelodami, 1700. Digitalisierte Ausgabe
- Atlas contractus sive Mapparum Geographicarum Sansoniarum auctarum et correctarum nova congries. Schenk, Amsterdam 1703
- Continentis Italiae Pars Australior : Sive Regnum Neapolitanum ; Hispaniae Obediens: Subdivisum In suos Districtus, Terras, Atque Principatus, Quibus adjectae Sicilia, In Valles tripartita et Contra Turcas ejus Propugnaculum Malta Insula. Amstelodami, 1703. Digitalisierte Ausgabe
- Corona Portugalliae et Algarbiae : Vetéris Hispaniae quondam Pars, Quae Lusitania audiit: Jam amplior, hic Suas in Provinçias et Dioeceses noviter distributas ; Cum privilegio. Amstelodami, 1703. Digitalisierte Ausgabe
- Europa Excultissima : cum Privil. Amstelodami, 1700. Digitalisierte Ausgabe
- Nova et Accurata Belgii Hispanici Galliciq[ue] Tabula : cum privilegio DD Ordin Holla Westfrisiaeq[ue]. Amstelodami, 1700. Digitalisierte Ausgabe
- Superioris ac Inferioris Bavariae Tabula Elegantissima Atque Exactißima Quippe ei Annexae Regiones, Ditiones, ac Praefecturae Finitimae : cum Privil. Amstelodami, 1700. Digitalisierte Ausgabe
- Superioris Atque Inferioris Alsatiae : Tabula Perquam Accurata et Exacta ; Proximis Regionib. Iucunde Huic Insertis, Annexisque; Cum Privileg. Ord. Gen. Holl. et Westfri. Amstelodami, 1700. Digitalisierte Ausgabe